# New Gallery
La New Gallery est un bâtiment classé Grade II appartenant au Crown Estate situé au 121 Regent Street, à Londres. Il a eu plusieurs usages depuis son ouverture en 1888.
À l'origine c'est une galerie d'art ouverte en 1888. En 1910, la galerie est transformée en restaurant The New Gallery Restaurant puis en 1913 en salle de cinéma The New Gallery Cinema ayant servi pour des premières. En 1953, le cinéma ferme et devient une église adventiste du septième jour jusqu'en 1992. Laissé à l'abandon durant plus d'une décennie, l'édifice devient un magasin de meubles Habitat de 2006 à 2011, et depuis septembre 2012 c'est le magasin phare de la marque Burberry.

## Historique

### 1888-1910: Galerie d'art
La New Gallery a été fondée en 1888 par J. Comyns Carr et Charles Edward Hallé. Carr et Hallé avaient été codirecteurs de la Grosvenor Gallery de Sir Coutts Lindsay, mais ont démissionné de cette galerie en 1887 à la suite de troubles. Le bâtiment est conçu par l'architecte Edward Robert Robson et construit en un peu plus de trois mois pour s'assurer qu'il pourrait ouvrir à l'été 1888,.
La galerie a été construite sur le site d'un ancien marché aux fruits. Les colonnes en fonte existantes soutenant le toit sont recouvertes de marbre pour donner l'impression de "fûts de marbre massifs" surmontés de chapiteaux grecs dorés. L'architrave, la frise et les corniches au-dessus des colonnes sont recouvertes de feuilles de platine. À l'ouverture, les galeries ouest et nord du rez-de-chaussée étaient consacrées aux peintures à l'huile, et le balcon du premier étage autour du hall central présentait des œuvres plus petites à l'huile, à l'aquarelle, à l'eau-forte et des crayonnés. Les sculptures sont exposées dans le hall central.

### 1913-1953: restaurant puis cinéma
En 1910, l'intérieur est transformé en restaurant baptisé The New Gallery Restaurant, mais sans succès, il est reconverti en janvier 1913, en cinéma. En 1925, le cinéma est agrandi et améliorér avec l'installation d'un orgue Wurlitzer. La salle sert pour les premières britanniques de plusieurs films dont le premier long métrage d'animation, Blanche-Neige et les Sept Nains en 1938 puis Bambi en 1942.
Après la Seconde Guerre mondiale, le cinéma connaît des difficultés, en partie parce qu'il était légèrement à l'écart du West End et les propriétaires de l'époque, le réseau Gaumont British Theatres  vends le bail à l'Église adventiste du septième jour.

### Depuis 1953: église et magasins
À partir de 1953, l'édifice sert d'église et a parfois servi pour présenté des films religieux. L'église a quitté le bâtiment en 1992 qui reste ensuite à l'abandon. En 1992, l'édifice est ajouté à la liste des bâtiments classés Grade II.
En 2006, la chaîne de magasins d'ameublement Habitat investit les lieux. L'orgue Wurlitzer est resté en place et a été restauré dans son état d'origine. Habitat cède le bail en mars 2011 et, en septembre 2012, le site est devenu le magasin phare de Burberry.